# Liste des rois de Sardaigne
La liste des rois de Sardaigne répertorie les souverains de Sardaigne du Moyen Âge avant 1297, puis ceux du royaume de Sardaigne et de Corse créé par le pape Boniface VIII en 1297 afin de résoudre les conflits entre les maisons d'Anjou et d'Aragon au sujet du royaume de Sicile. 
Il s'agit au départ d'un royaume de compensation, attribué à Jacques II d'Aragon, qui est autorisé à en prendre possession par les armes (jus invadendi, qui porte sur les îles de Sardaigne et de Corse).
Des rois d'Aragon, le royaume de Sardaigne passe successivement aux Habsbourg d'Espagne (1516), aux Bourbon d'Espagne (1700), aux Habsbourg d'Autriche (1714), enfin à la maison de Savoie (1720), qui l'intègre en 1861 dans le royaume d'Italie issu du Risorgimento.

## Moyen Âge (avant 1297)
- 533/534 : Goda
- 1238-1249 : Enzio, fils de l’empereur Frédéric II

## Dynastie d'Aragon (1297-1516)
La couronne d'Aragon est détenue par la maison de Barcelone, puis par la maison de Trastamare.
- 1297-1327 : Jacques II d'Aragon
- 1327-1336 : Alphonse Ier de Sardaigne (Alphonse IV d'Aragon)
- 1336-1387 : Pierre IV d'Aragon
- 1387-1396 : Jean Ier d'Aragon
- 1396-1410 : Martin Ier d'Aragon
- 1412-1416 : Ferdinand Ier d'Aragon
- 1416-1458 : Alphonse II de Sardaigne (Alphonse V d'Aragon)
- 1458-1479 : Jean II d'Aragon
- 1479-1516 : Ferdinand II d'Aragon

## Maison des Habsbourg d'Espagne (1516-1700)
La couronne d'Aragon échoit en 1516 à Charles de Habsbourg, petit-fils de Maximilien d'Autriche et Marie de Bourgogne, de Ferdinand II d'Aragon et d'Isabelle de Castille.
- 1516-1556 : Charles Ier de Sardaigne (Charles Ier de Castille et d'Aragon ; Charles V du Saint-Empire, ou Charles Quint[1]), petit-fils de Ferdinand II d'Aragon.

En octobre 1555, Charles Quint abdique se possessions des Pays-Bas en faveur de son fils Philippe, puis en janvier 1556, ses possessions espagnoles (royaumes de Castille, d'Aragon, de Navarre) et leurs dépendances :
- 1556-1598 : Philippe Ier de Sardaigne (Philippe II d'Espagne), fils de Charles Ier
- 1598-1621 : Philippe II de Sardaigne (Philippe III d'Espagne), fils de Philippe Ier
- 1621-1665 : Philippe III de Sardaigne (Philippe IV d'Espagne)
- 1665-1700 : Charles II de Sardaigne (Charles II d'Espagne)

## Maison de Bourbon (1700-1714)
En 1700, le roi de France Louis XIV, de la maison de Bourbon, réussit à placer un petit-fils sur le trône d'Espagne, déclenchant la guerre de Succession d'Espagne.
- 1700-1714 : Philippe IV de Sardaigne (Philippe V d'Espagne, petit-fils de roi de France Louis XIV)

## Maison de Habsbourg
À la fin de la guerre de Succession d'Espagne, les Bourbon d'Espagne perdent le royaume de Sardaigne, attribuée aux Habsbourg d'Autriche (branche originelle de la famille), ainsi que les Pays-Bas espagnols.
- 1714-1720 : Charles III de Sardaigne (Charles VI du Saint-Empire)

## Maison de Savoie
En 1720, un échange a lieu entre les maisons de Savoie et de Habsbourg, qui échangent le royaume de Sardaigne contre le royaume de Sicile.
- 1720-1730 : Victor-Amédée II de Savoie
- 1730-1773 : Charles-Emmanuel III de Savoie
- 1773-1796 : Victor-Amédée III de Savoie
- 1796-1802 : Charles-Emmanuel IV de Savoie
- 1802-1821 : Victor-Emmanuel Ier de Savoie
- 1821-1831 : Charles-Félix de Savoie
- 1831-1849 : Charles-Albert de Savoie
- 1849-1861 : Victor-Emmanuel II de Savoie, roi d'Italie en 1861.